# Codevilla
Codevilla est une commune italienne d'environ 1 000 habitants située dans la province de Pavie, dans la région Lombardie, dans le Nord de l'Italie.

## Géographie
La mairie est située à environ 146 mètres d'altitude, mais le village entier varie entre 90 mètres et 469 mètres.

## Administration
| Période                                  | Période | Identité | Étiquette | Qualité |
| ---------------------------------------- | ------- | -------- | --------- | ------- |
|                                          |         |          |           |         |
| Les données manquantes sont à compléter. |         |          |           |         |

### Communes limitrophes
Montebello della Battaglia, Retorbido, Torrazza Coste, Voghera.

## Personnalités liées
- Maria Maddalena Rossi, député communiste.
- Lazzaro Negrotto Cambiaso, député et sénateur.